# Битка код Великог Шиљеговца
Битка код Великог Шиљеговца, око 13 км западно од Алексинца, вођена је у октобру 1876. као део првог српско-турског рата (1876-1877).

## Супротстављене снаге

### Српска војска
После битке код Кревета, Срби су на главном јужноморавском војишту до 19. октобра повећали снаге на око 40-45.000 људи. Српски распоред био је следећи: 
- Алексиначка одбрана пуковника Јована Поповића (15 и по батаљона, 2 ескадрона, 1 батерија, 1 мостовски екипаж, укупно 8.836 бораца) од Шуматовца до Бобовишта;[1]
- трупе пуковника Паје Ђорђевића (15,5 батаљона, 5 батерија, градска артиљерија и 2 пионирске чете, 9.630 бораца) од Бобовишта до Ђуниског моста;[1]
- трупе мајора Петерсона (9 и по батаљона, 1 батерија, 7 позицијских батерија, 1 вод коњице - 4.862 борца) на Ђуниском вису;[1]
- трупе мајора Флајшера (18 батаљона и 3 батерије - 3.259 бораца) на Кревету;[1]
- корпус пуковника Ђ. Хорватовића од Кревета до Вукање и то на Вукањи летећи одред пуковника Андрејева (1 руско-српски ескадрон, 1 чета Црногораца и 1 комбинована чета - 662 борца), у центру од Остроша до Пачаревског језера Крагујевачка и Чачанска бригада (8 батаљона и 2 батерије са 4.065 бораца) под командом пуковника Клиндера, на десном крилу у рејону код Зубовца 3 батаљона и 2 батерије под командом Журавјева и на левом крилу од Пачаревског језера до Рујника 12 батаљона и 2 батерије под командом пуковника Малоствора.[1]

### Турска војска
Турске снаге, око 69 табора стајаће војске, биле су распоређене:
- дивизија Фазли-паше (тур. Fazli paşa, 12 табора, 2 батерије и 6 ескадрона) на линији Мрсољ (Моравац)-Адровац, фронтом ка Морави;
- дивизија Сулејман-паше (12 табора, 3 батерије и 1 коњички пук) од Трњана преко Кормана до Срезовца, фронтом ка Морави;
- дивизија Хадин-паше (12 табора и 2 батерије) с једном бригадом од Срезовца до Срезовачког потока фронтом ка северозападу, а једном од Корманског лојза до Пешчанице фронтом ка Кревету;
- дивизија Јаја-паше (10 табора и 3 батерије) од Чуке до Ђулине чуке, фронтом ка Кревету;
- бригада Азис-паше (3 табора и 1 батерија) од Голог брда до Крушја, фронтом према Гредетинској реци;
- дивизија Адил-паше (10 табора и 2 батерије) на положају Церови-Кириџијски лаз;
- у резерви 8 табора бригаде Мустафа-паше из дивизије Али-Саиб-паше (тур. 'Ali Şaib paşa) на Ветрену (кота 357) и Белом шанцу.[1]

## Битка

### 19. октобар: турски напад
Турци су отпочели напад 19. октобра у 7 часова. Дивизија Јаја-паше нападала је према Гредетину, а бригада Азис-паше са Голог брда према Гредетинској реци. Оне су потиснуле одред Малоствова, избиле у долину Гредетинске реке и заузеле село Пешчаницу; дивизија Адил-паше напала је око 8 часова центар Хорватићевог корпуса (ка коти 372) и до 10 часова присилила његове јединице да одступе преко села Радевца ка селу Гревци, што је довело до повлачења и српског левог крила на Пландиште. За то време трупе десног крила Хорватићевог корпуса и трупе на Ђуниском вису и Делиграду биле су пасивне; турске снаге заузеле су положаје на линији Голо брдо-Старо лојзе-Остроше-Пачаревско језеро-Рујник.

### 20-21. октобар: српски противнапад
Српско десно крило заноћило је на линији Китица-Зубовац-Крушка, центар са предстражом на Солиманском лазу и главнином код манастира Свети Аранђел, а лево крило делом на Пискавици, а делом на Гребуну и Великом Шиљеговцу. Да би поправио ситуацију генерал Черњајев је ојачао корпус Хорватовића са руско-српском бригадом и наредио му да 20. октобра поврати противнападом изгубљене положаје. И поред пожртвовања и оштрих борби, српске снаге у томе нису успеле и задржале су се десним крилом на левој обали Рибарске реке, од Бањске реке до Зелене њиве, центром код манастира Светог Аранђела и левим крилом на линији Пискавица-Велики Шиљеговац-Гребун. 
Турци су 21. октобра одбили обновљене нападе српских трупа и заузели Велики Шиљеговац и десну обалу Рибарске реке, а 23. октобра у 7 часова, уз подршку целокупне артиљерије, прешли су у општи напад на одсеку лева обала Рибарске реке-Кревет, који су Срби одбили.

## Последице
Пошто су искористили затишје од 5 до 6 дана, Турци су се учврстили између Рибарске и Гредетинске реке и створили повољне услове за даље наступање на север. Обе стране водиле су борбе неодлучно и без садејства.